# 1886 en baseball
Chronologie du baseball
Baseball en 1885 - Baseball en 1886 - Baseball en 1887
Les faits marquants de l'année 1886 en Baseball

## Champions

### Ligue nationale
- 9 octobre : 11e édition aux États-Unis du championnat de baseball de la Ligue nationale. Les Chicago White Stockings s’imposent avec 90 victoires et 34 défaites[1].

| Ligue nationale |                               |      |      |        |      |
| Rang            | Club                          | Vic. | Déf. | % vic. | GB   |
| 1er             | Chicago White Stockings       | 90   | 34   | .726   | --   |
| 2e              | Detroit Wolverines            | 87   | 36   | .707   | 2.5  |
| 3e              | New York Giants               | 75   | 44   | .630   | 12.5 |
| 4e              | Philadelphia Phillies/Quakers | 71   | 43   | .623   | 14   |
| 5e              | Boston Beaneaters             | 56   | 61   | .479   | 30.5 |
| 6e              | St. Louis Maroons             | 43   | 79   | .352   | 46   |
| 7e              | Kansas City Cowboys           | 30   | 91   | .248   | 58.5 |
| 8e              | Washington Nationals          | 28   | 92   | .233   | 60   |

### Association américaine
- 15 octobre : 5e édition aux États-Unis du championnat de baseball de l'American Association. Les St. Louis Browns s’imposent avec 93 victoires et 46 défaites.

| Association américaine |                             |      |      |        |      |
| Rang                   | Club                        | Vic. | Déf. | % vic. | GB   |
| 1er                    | St. Louis Browns            | 93   | 46   | .669   | --   |
| 2e                     | Pittsburgh Alleghenys       | 80   | 57   | .584   | 12   |
| 3e                     | Brooklyn Grays              | 76   | 61   | .555   | 16   |
| 4e                     | Louisville Colonels         | 66   | 70   | .485   | 25.5 |
| 5e                     | Cincinnati Red Stockings    | 65   | 73   | .471   | 27.5 |
| 6e                     | Philadelphia Athletics (en) | 63   | 72   | .467   | 28   |
| 7e                     | New York Metropolitans      | 53   | 82   | .393   | 38   |
| 8e                     | Baltimore Orioles           | 48   | 83   | .366   | 41   |

### World's Championship Series
- 18/23 octobre. 3e édition aux États-Unis des World's Championship Series de baseball entre les champions de l'American Association et de la Ligue nationale. Les St. Louis Browns s’imposent (4 victoires, 2 défaites) face aux Chicago White Stockings.

### Autres compétitions
- Le Habana Base Ball Club enlève le championnat de Cuba en remportant six victoires pour aucune défaite[2].

## Événements
- 17 mars : Publication du premier numéro de The Sporting News.
- 31 mai : Pour la première fois, plus de 20 000 spectateurs sont recensés à une rencontre de Ligue majeure : ils sont 20 632 à assister au match Detroit Wolverines - New York Giants au Polo Grounds.
- 16 novembre : La Ligue nationale et l'American Association adoptent un nouveau règlement qui prévoit notamment d'abaisser le nombre de fausses balles à 5 pour un but-sur-base, et à quatre strikes pour un retrait sur des prises. La zone de strike est désormais situé entre le genou et l'épaule du frappeur tandis que le lanceur n'a droit qu'à un seul pas d'élan.

## Naissances
| - 26 janvier : Hick Cady - 6 mars : Bill Sweeney - 13 mars : Frank Baker - 6 avril : Smokey Joe Williams - 7 avril : Ed Lafitte - 23 avril : Harry Coveleski - 2 mai : Larry Cheney |  | - 13 mai : Larry Gardner - 13 mai : Frank Miller - 10 juin : Jack Graney - 26 juillet : Roy Witherup - 31 juillet : Larry Doyle - 7 août : Bill McKechnie - 9 septembre : Dots Miller |  | - 9 octobre : Rube Marquard - 23 octobre : Lena Blackburne - 26 octobre : Swede Carlstrom - 25 novembre : Fred Beck - 18 décembre : Ty Cobb - 19 décembre : Doc McMahon - 25 décembre : Morrie Rath |